# イヌシデ
イヌシデ（犬四手、学名：Carpinus tschonoskii）は、カバノキ科クマシデ属の落葉高木。山野に生える。別名はシロシデやソロ、ソネ。

## 形態
落葉広葉樹の高木で、高さ15 - 20メートル (m) 。樹皮は灰色でなめらかであり、縦に濃灰色の筋ができ、老木になると筋の部分が凹凸になる。一年枝は毛が密生するが、毛がないこともある。葉の側脈の間に白い毛が多くあり、秋には葉が黄色く紅葉する。紅葉は、多少赤褐色がかるものもあるが遠目にはほとんど黄色に色づく。葉が散って地上に落ちると、葉はすぐに丸まる。
花期は4 - 5月ごろ。雌雄異花で花序は穂状で下垂する。
風によって花粉を飛ばす風媒花であり、種子も風を利用した種子散布に適応した羽根形の構造となっている。紅葉するころには、果実も完熟する。果苞はあまり切れ込まない。
冬芽は長楕円形に鱗芽で、茶褐色をしており、芽鱗の数はアカシデよりも少ない。側芽は枝に伏してつき、互生する。

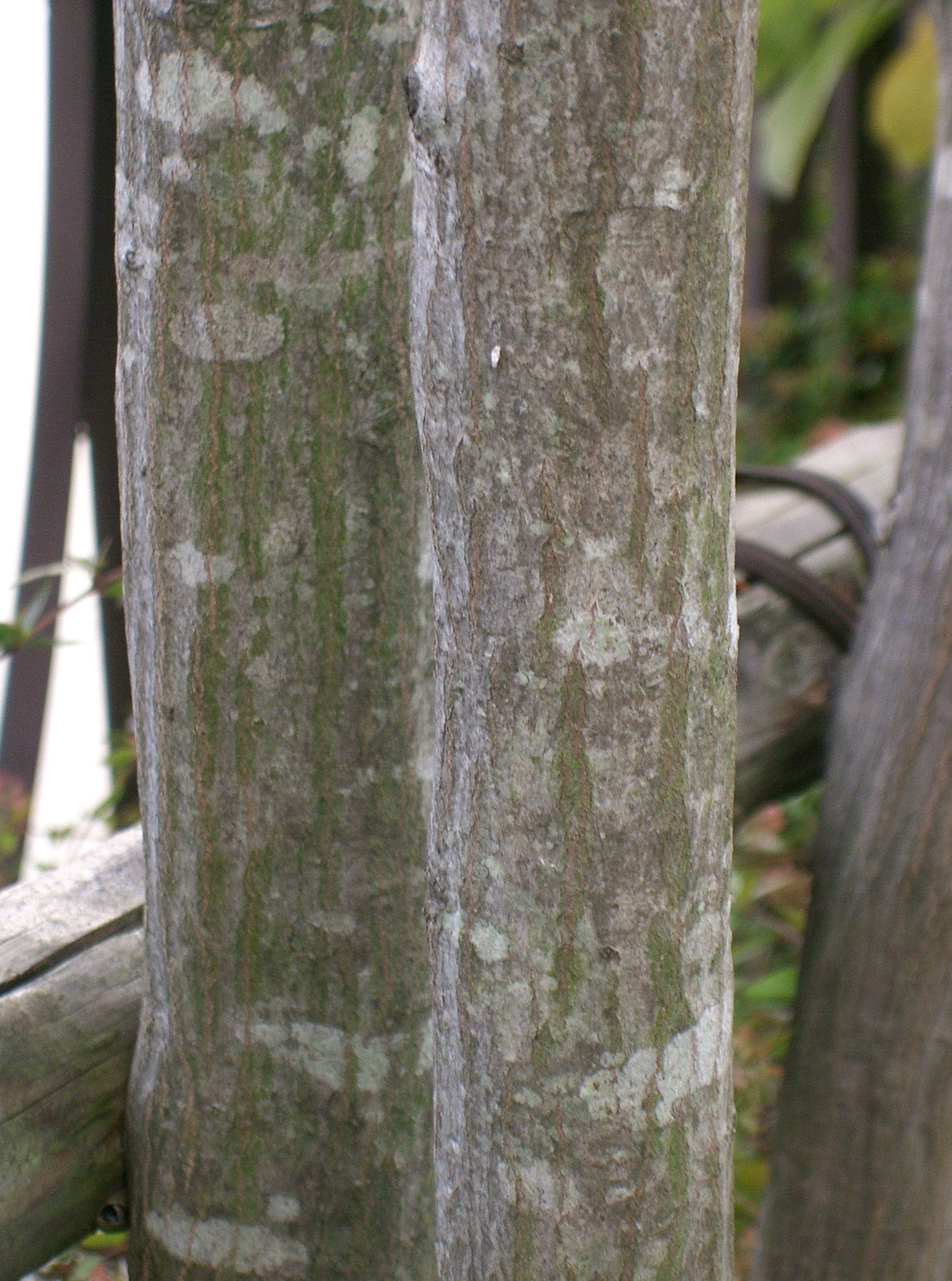
樹皮は灰色で平滑
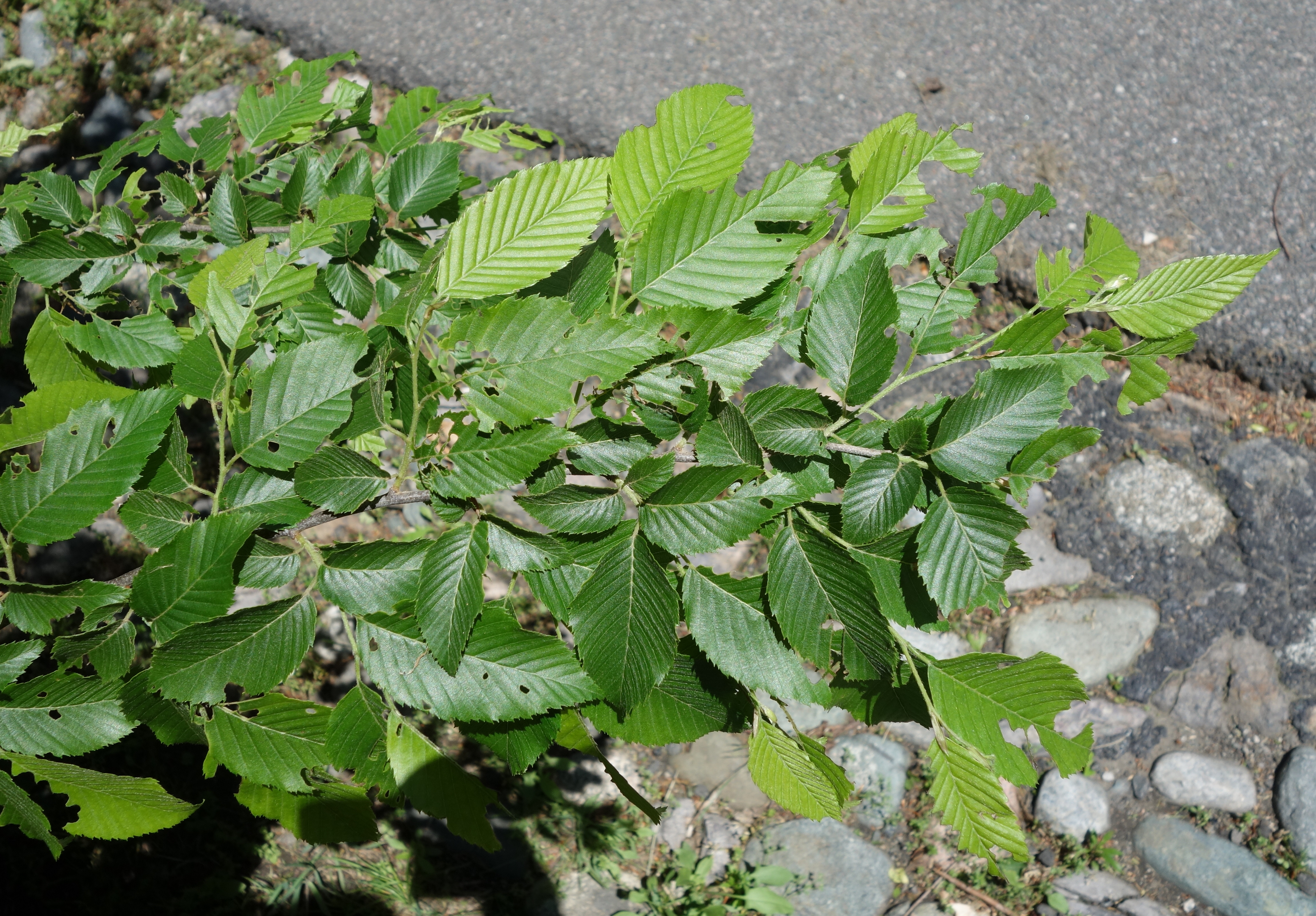
葉は葉脈が良く目立つ
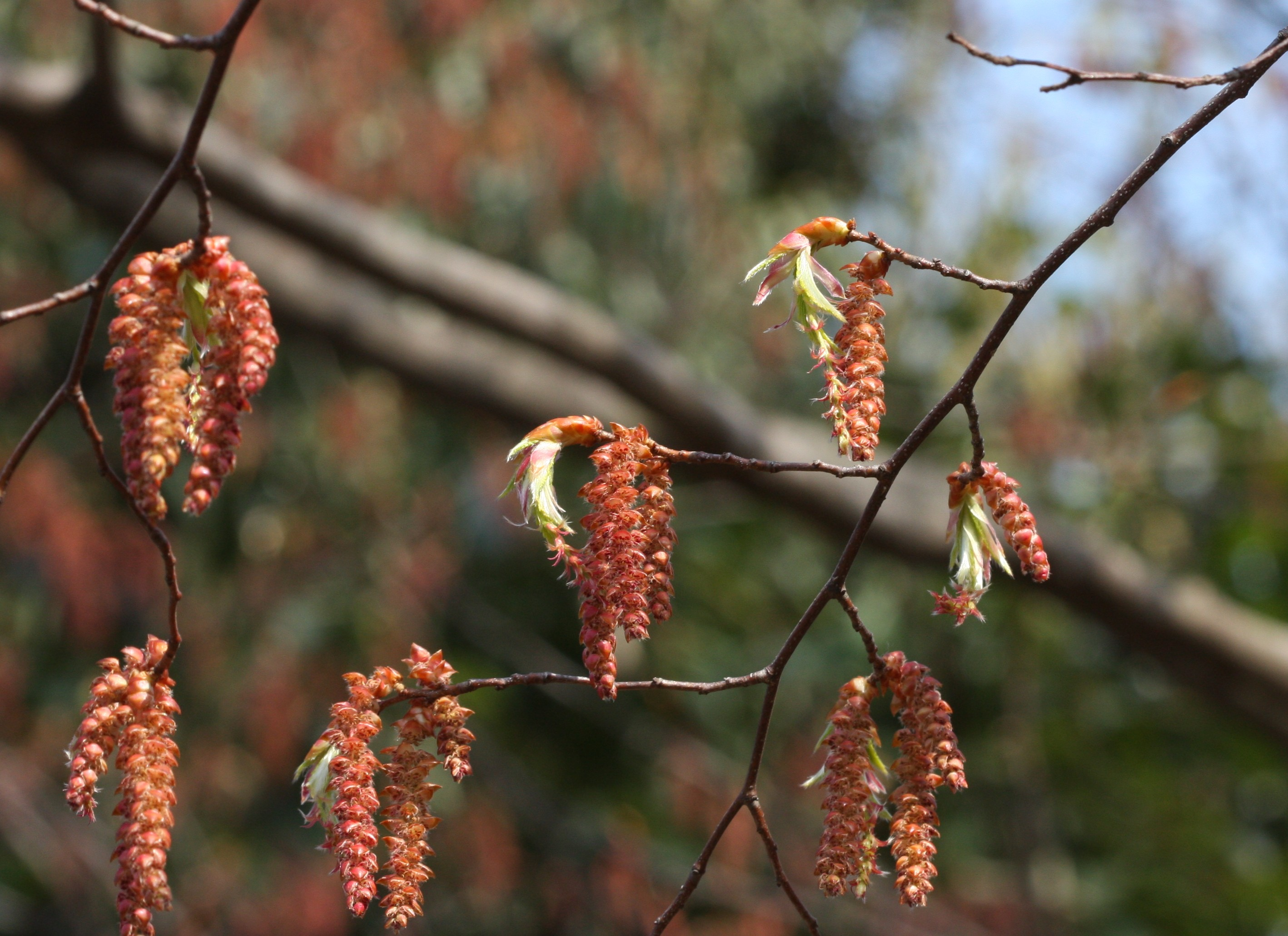
早春に開花する
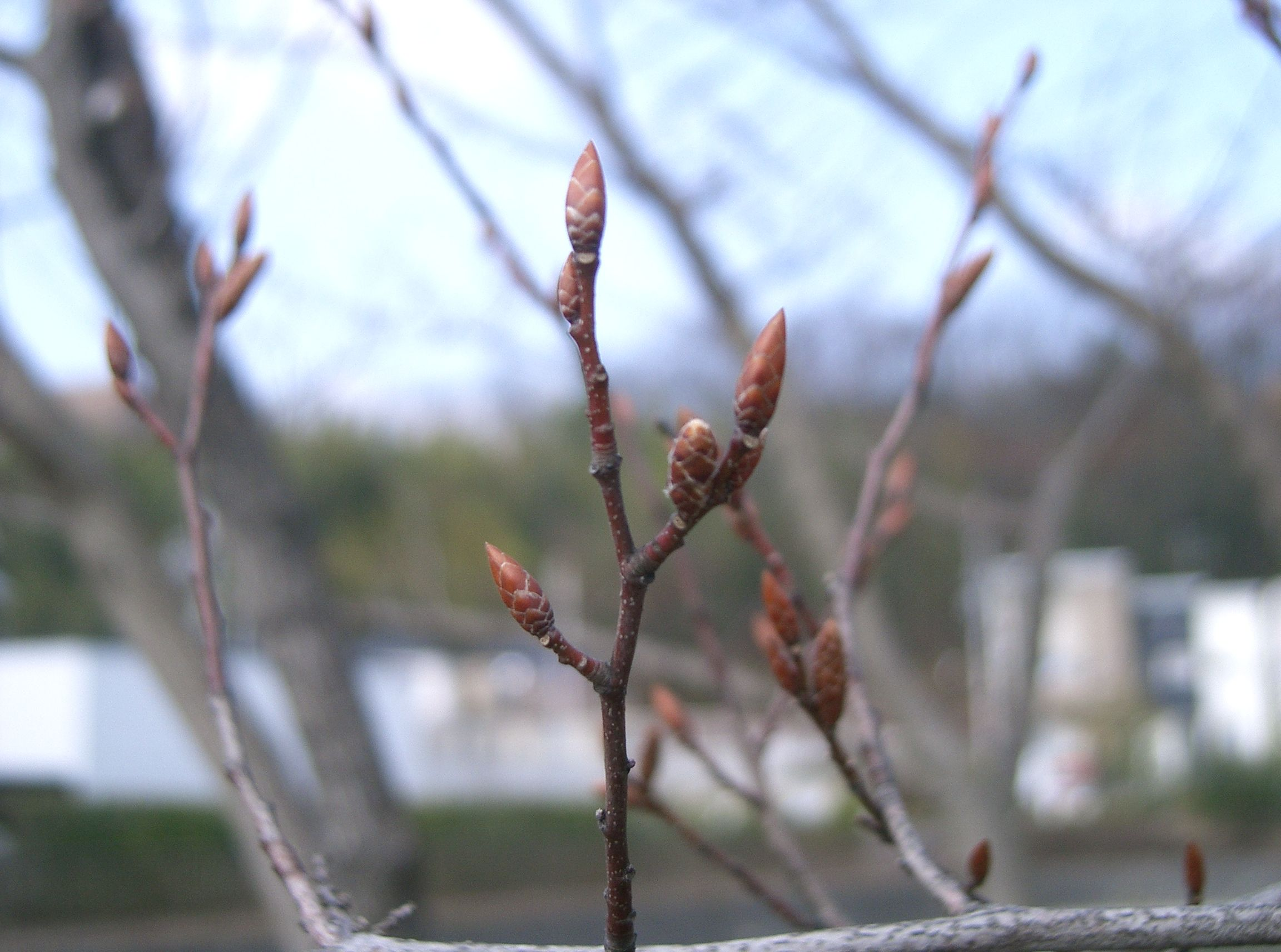
冬芽

### 類似種
近縁種にアカシデ、クマシデがある。アカシデは新芽と紅葉の葉が赤くなり、イヌシデはアカシデほどの芽吹きの時の赤みはないため、全体の色合いで判別できる。また、アカシデよりも樹皮の縦筋が明瞭に出る。クマシデは葉の脈が倍以上あることからイヌシデと区別することができる。アカシデは花も赤いのに対して、イヌシデは黄色っぽい傾向がある。

## 生態
しばしば沢沿いに出現する樹種として知られる。同じような環境に生えるサワグルミと比べるとサワグルミの方が礫質土壌で根を伸ばす能力が高い。先駆種的性格や水辺を好む性質から土砂の移動による攪乱が起こる場所にはしばしば生えており、特に地すべり災害の指標となることがある。シデ類は滑った物体（移動体）の緩斜面の湧水付近などに多い。なお、滑って形成された急斜面（滑落崖）に特徴的に出現するとされる種にフサザクラ（Euptelea polyandra）がある。
乾燥への耐性は中程度であり、シラカンバよりは耐性を示す。
都市部では窒素およびマンガンの濃度が高まるために落葉落枝の分解に影響がある
イヌシデにはフシダニの一種が虫こぶ（ゴール）を形成する。蛾の幼虫は一般に草食であるが、エダシャク（シャクガ科）の幼虫は葉ではなく、このゴールを中のフシダニごと捕食する者があるという。
シデ類はモミ（Abies firma、マツ科）、ツガ、コナラ（Quercus serrata、ブナ科）、イヌブナ（Fagus japonica、ブナ科）などと共に冷温帯と暖温帯の間にある中間温帯（間帯などの他の呼び名もある）の構成種の一つとされる。ゆえにこれらの樹種と混生することがしばしばみられる。ただし、中間温帯についてはそれを認めるかどうかも含めて研究者の間でも見解が分かれる考え方である。
現在の西日本は常緑樹林が発達しているが、約7000年前にあった鬼界カルデラの大噴火とそれに伴う鬼界アカホヤ火山灰の降灰がある前は、モミ、ケヤキやイヌシデを主体とした落葉広葉樹林が広がっていたことが遺跡の調査などから推定されている。

## 分布
内陸の冷温帯と暖温帯の中間である中間温帯林の構成種であり、本州（岩手県・新潟県以南）、四国、九州の山野に自生する。雑木林で普通に見られる。基本的に陽樹だが、稚樹や幼樹には一定の耐陰性がある。

## 人間との関係
新緑や紅葉が美しいことから、庭園木や盆栽に利用される。かつてはシイタケのほだ木、薪炭材として利用され、巨木になると樹形が美しいことから地域の境界を示す境界木として植えられる事もあった。
シデ類やブナの小さく折りたたまれた葉を大きく展開する様が「折り紙の数学」の一種として研究されたことがある。
10世紀ごろの東北地方の窯跡からイヌシデ近縁種の痕跡が発見されており、燃料として利用されていた。現代の陶磁器生産用の薪窯ではアカマツなどのマツ類を主に燃料に使うが、この当時は広葉樹薪の利用が盛んであったとみられる。

### 象徴

#### 著名なイヌシデ
- 大朝のテングシデ群落（広島県北広島町） - 枝垂れるイヌシデで珍しい変種扱いされているものの群生地。国の天然記念物（2000年9月指定）[23]。

## 名称
和名の由来は、花穂の垂れ下がる様子が注連縄（しめなわ）などに使われる紙垂（しで）に似ていることから<。近縁種のアカシデと区別するため、耐寒性に劣ることから「イヌ」（劣るの意）をつけている。学名の種小名 tschonoskii は須川長之助に献名されたもの。中国名は、昌化鵝耳櫪。